# Vadhir Derbez
Vadhir Derbez Alejandro González Torres (Ciudad de México, 18 de febrero de 1991), es un actor y cantante mexicano.

## Biografía
Es hijo de Silvana Prince y del reconocido actor y comediante mexicano Eugenio Derbez y hermano de José Eduardo Derbez, Aislinn Derbez y Aitana Derbez, por parte de su padre.
Empezó su carrera de actuación a los 6 años, mientras que a los 8 años comenzó a tomar clases de actuación en el CEA Infantil, después continuó con su preparación en la Academia Casa Azul. Entre todo su trabajo, destacan sus participaciones en Cómplices al rescate, De pocas, pocas pulgas, y el programa producido por su padre Eugenio Derbez, Vecinos, también participó en el programa de baile de la cadena Univision llamado Mira Quien Baila en el cual se convirtió en ganador. En el cine, debutó con un pequeño papel en la película How to Be a Latin Lover.
A finales del 2016, incursionó en el canto con el sencillo «Te olvidé» con el álbum EP que lleva su mismo nombre.

## Carrera

### Televisión
Vadhir comenzó su carrera de actuación en 1997 en el programa Derbez en cuando, participó en los sketches del programa de Tatiana y En Familia Con Chabelo (2000). Diseñador ambos sexos (2001). Logró su primer estelar en la novela Cómplices al rescate (2002), por la cual hizo una gira alrededor de toda la República Mexicana, donde descubrió su faceta como cantante. La familia P. Luche (2002), seguido de la novela De pocas, pocas pulgas (2003), Par de Ases (2004), Mujer, casos de la vida real (2004). En el año 2006 participó en el exitoso programa Vecinos como "Marco López Pérez", este programa tuvo tan buen recibimiento que sigue al aire hasta la fecha. El actor participó en el primer reality show de baile de la cadena Univision llamado "Mira Quien Baila" (2010) en el cual impresionó con su talento en la pista y al robarse los corazones del público, se convirtió en el absoluto ganador de la primera temporada, Eva Luna (telenovela) (2011), actuó en la famosa serie Gossip Girl Acapulco (2013) interpretando a un joven egocéntrico llamado Maximiliano Zaga, el chico más creído de Acapulco, con un gran poder financiero, mujeriego de abolengo pero -eso sí- un caballero a capa y espada, es donde participó al lado de Alexis Ayala, José María Torre e Issabela Camil. 
En el 2016, Vadhir le dio vida a "César" el hijo psicópata de un capo del narcotráfico en La querida del Centauro, esta producción de Sony Pictures, Teleset y coproducción de Telemundo fue transmitida en Estados Unidos, México y Sudamérica. En el mismo año el actor protagonizó la primera serie compartida por TV Azteca y Televisa Blim, Entre correr y vivir basada en la vida de los hermanos Rodríguez, pilotos de la Fórmula 1 de los años 60. Esta serie fue realizada en el Autódromo de la Ciudad de México en la cual Vadhir interpretó al piloto de carreras "Rodrigo Hernández". 
Incursionando en el mercado internacional, el actor obtuvo un papel en la serie de Netflix, Sense 8 (2016) al lado de Miguel Ángel Silvestre y Alfonso Herrera.
En el año 2019 participó en el programa ¿Quién es la máscara?, con el personaje Camaleón resultando ganador el 13 de octubre de 2019.

### Teatro
El actor debutó en el teatro protagonizando en la obra Las aventuras de Tom Sawyer (2004), adaptación de la novela del estadounidense Mark Twain. En el 2013 participó en el musical Grease (Vaselina), interpretando a 3 personajes diferentes (Tacho, Kiko y Danny Sucko) durante la temporada. 
Después obtuvo el papel principal en la adaptación del musical de Broadway Rock of Ages (2014), interpretando a "Jerry", junto a la actriz y cantante Dulce Maria. Una vez más protagonizó en Grease el musical USA (2017), haciendo gira por algunas ciudades de Estados Unidos.

### Cine
Vadhir obtuvo su primer papel en la pantalla grande dándole voz al personaje "Chuletas" de la película Imaginum (2005), pero no fue hasta el 2015 que el actor debutó en el cine con la película de acción Ladrones, al lado de Fernando Colunga, Eduardo Yáñez, Jessica Lindsay y Miguel Varoni. En el 2017 obtuvo su primer protagónico en cine con la película El tamaño si importa, dirigida por Rafa Lara. 
Ese mismo año estrenó la comedia 3 idiotas, en esta adaptación de la película india 3 Idiots que ha sido de las más taquilleras en Bollywood. 
Después del éxito en México, el actor debutó en Estados Unidos con un pequeño papel en la película How to Be a Latin Lover (2017), junto con Salma Hayek, Eugenio Derbez, Rob Lowe, Raquel Welch y Kristen Bell.

## Filmografía

### Películas
| Año  | Título                               | Papel               |
| ---- | ------------------------------------ | ------------------- |
| 2005 | Imaginum                             | Chuletas            |
| 2015 | Ladrones                             | Ray                 |
| 2017 | El tamaño sí importa                 | Diego Suárez        |
| 2017 | 3 idiotas                            | Isidoro Velazco     |
| 2017 | How to Be a Latin Lover              | Máximo de joven     |
| 2019 | Dulce familia                        | Beto                |
| 2019 | Como si fuera la primera vez         | Diego               |
| 2020 | Veinteañera: Divorciada y fantástica | Juanpa              |
| 2020 | El mesero                            | Rodrigo             |
| 2021 | El séptimo día                       | Padre Daniel García |

### Televisión
| Año         | Título                             | Papel                                                   |
| ----------- | ---------------------------------- | ------------------------------------------------------- |
| 1997        | Derbez en Cuando                   | Él mismo.                                               |
| 1999        | El espacio de Tatiana              | Niño Mosca                                              |
| 2001        | Diseñador de ambos sexos           | Hugo - Capítulo 15: "Concierto de soluciones inciertas" |
| 2001        | Mujer, casos de la vida real       | Varios roles - "El espejismo del norte" (Temporada 18)  |
| 2002        | Cómplices al rescate               | Andrés Rosales                                          |
| 2002        | XHDRBZ                             |                                                         |
| 2002        | La Familia P.Luche                 | Ricky Mártin                                            |
| 2003        | De pocas, pocas pulgas             | Chorizo                                                 |
| 2004        | Par de Ases                        | Varios                                                  |
| 2005 - 2006 | Vecinos                            | Marco López                                             |
| 2010        | Mira Quien Baila                   | Él mismo - Ganador de la primera temporada              |
| 2011        | Eva Luna                           | Gerardo                                                 |
| 2013        | Gossip Girl: Acapulco              | Maximiliano "Max" Zaga                                  |
| 2015        | La querida                         |                                                         |
| 2016        | Entre correr y vivir               | Rodrigo Hernández                                       |
| 2016        | Sense8                             |                                                         |
| 2018        | Are You The One? El Match Perfecto | Conductor                                               |
| 2019        | ¿Quién es la máscara?              | Camaleón                                                |
| 2019 - 2023 | De viaje con los Derbez            | Él mismo                                                |
| 2022        | Cómo sobrevivir soltero            | Él mismo                                                |
| 2023        | Mariachis                          | Jorge                                                   |
| 2024        | Yo no soy Mendoza                  | Julián García / Esteban Mendoza                         |

Teatro
| Año  | Título                                     | Papel      |
| ---- | ------------------------------------------ | ---------- |
| 2004 | Las aventuras de Tom Sawyer                | Tom Sawyer |
| 2013 | Vaselina el Musical / Grease (musical)     |            |
| 2014 | Rock of Ages                               | Jerry      |
| 2017 | Vaselina el Musical USA / Grease (musical) | Dany Sucko |

## Premios
| Año  | Programa              | Resultado | Ref.   |
| ---- | --------------------- | --------- | ------ |
| 2019 | ¿Quién es la máscara? | Ganador   | [ 10 ] |
| 2010 | Mira quién baila      | Ganador   | [ 11 ] |

## Discografía
Discos:
- 2001: Cómplices al rescate
- 2003: De pocas, pocas pulgas
- 2016: Vadhir Derbez - EP
  - Sencillo: Me haces sentir
  - Sencillo: Al final
  - Sencillo: Te olvidé
- 2019: Toda la banda
- 2019: Mala
- 2020: Buena suerte ft. Mario Bautista & Yera
- 2022: Hasta que se acabe el mundo.